# Канталехо
Канталехо (ісп. Cantalejo) — муніципалітет в Іспанії, у складі автономної спільноти Кастилія-і-Леон, у провінції Сеговія. Населення — 3894 особи (2010).
Муніципалітет розташований на відстані близько 95 км на північ від Мадрида, 37 км на північний схід від Сеговії.
На території муніципалітету розташовані такі населені пункти: (дані про населення за 2010 рік)
- Альдеонсанчо: 49 осіб
- Канталехо: 3781 особа
- Вальдесімонте: 64 особи

## Демографія
Динаміка населення (INE ):

## Галерея зображень

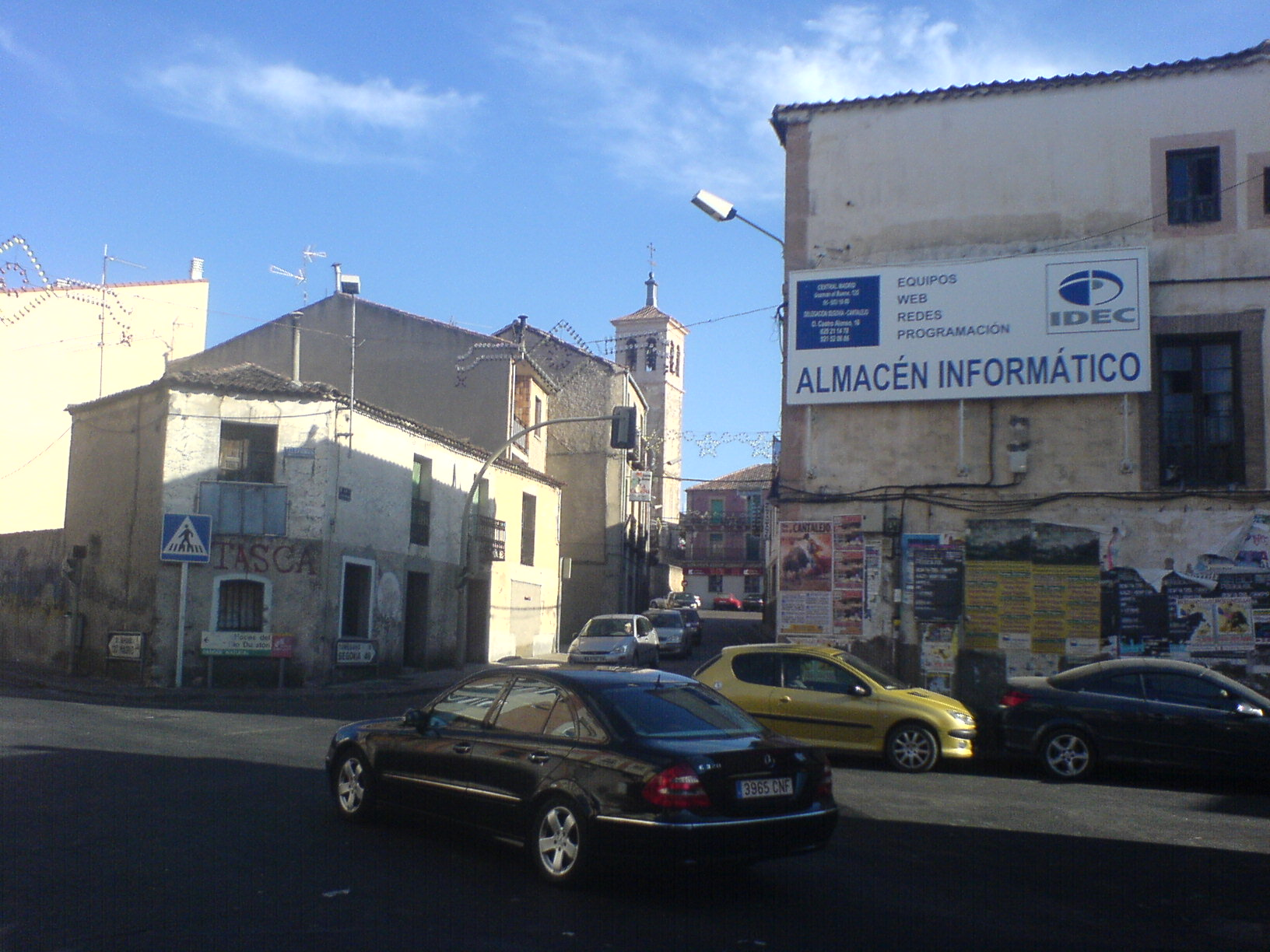
Канталехо, центр